# 莎羅馬行人天橋
3°9′39.74″N 101°42′29.09″E / 3.1610389°N 101.7080806°E
莎羅馬行人天橋是馬來西亞吉隆坡市中心一座橫跨巴生河，連結甘榜峇鲁及安邦路的行人天橋，全長370公尺及69高，耗資3100萬令吉，於2020年2月5日開放民眾使用。

## 歷史
莎羅馬行人天橋的名稱來源於已故出生於新加坡的歌手－莎羅馬（Saloma），其亦為馬來西亞國寶級藝人-比·南利之妻，她也同时下葬于附近的安邦路穆斯林墓地。早期的甘榜峇鲁與安邦路是銜接的，但在安邦高架大道興建後，甘榜峇鲁居民要前往吉隆坡城中城，需从 KJ11 甘榜峇鲁站搭乘輕快鐵5格拉那再也線到 KJ10 吉隆坡城中城站才能抵達。透過莎羅馬行人天橋，僅需步行15分鐘即可通往兩地。

## 設計
莎羅馬行人天橋以九重葛為主要設計概念，橋身上亦安裝四千顆LED燈泡，可發出不同顏色的燈光，在夜晚將隨著節日，呈現不同的圖案。部分行人天橋的屋頂是利用玻璃片間隔，白天陽光照射至橋身時，其外表將如水晶般閃爍，獨特的外型，已成為吉隆坡市中心的新地標。

## 開放時間
莎羅馬行人天橋的開放時間為星期一至六的清晨5時至凌晨1時；星期日和公共假期的開放時間則為清晨5時至凌晨12時30分。行动管制令后开放时间调整直至凌晨12时。

## 設備
橋身設有閉路電視及電梯，保障行人安全及方便身障人士使用，在樓梯旁設有自行車步道，民眾可推自行車登上天橋。

## 圖片集

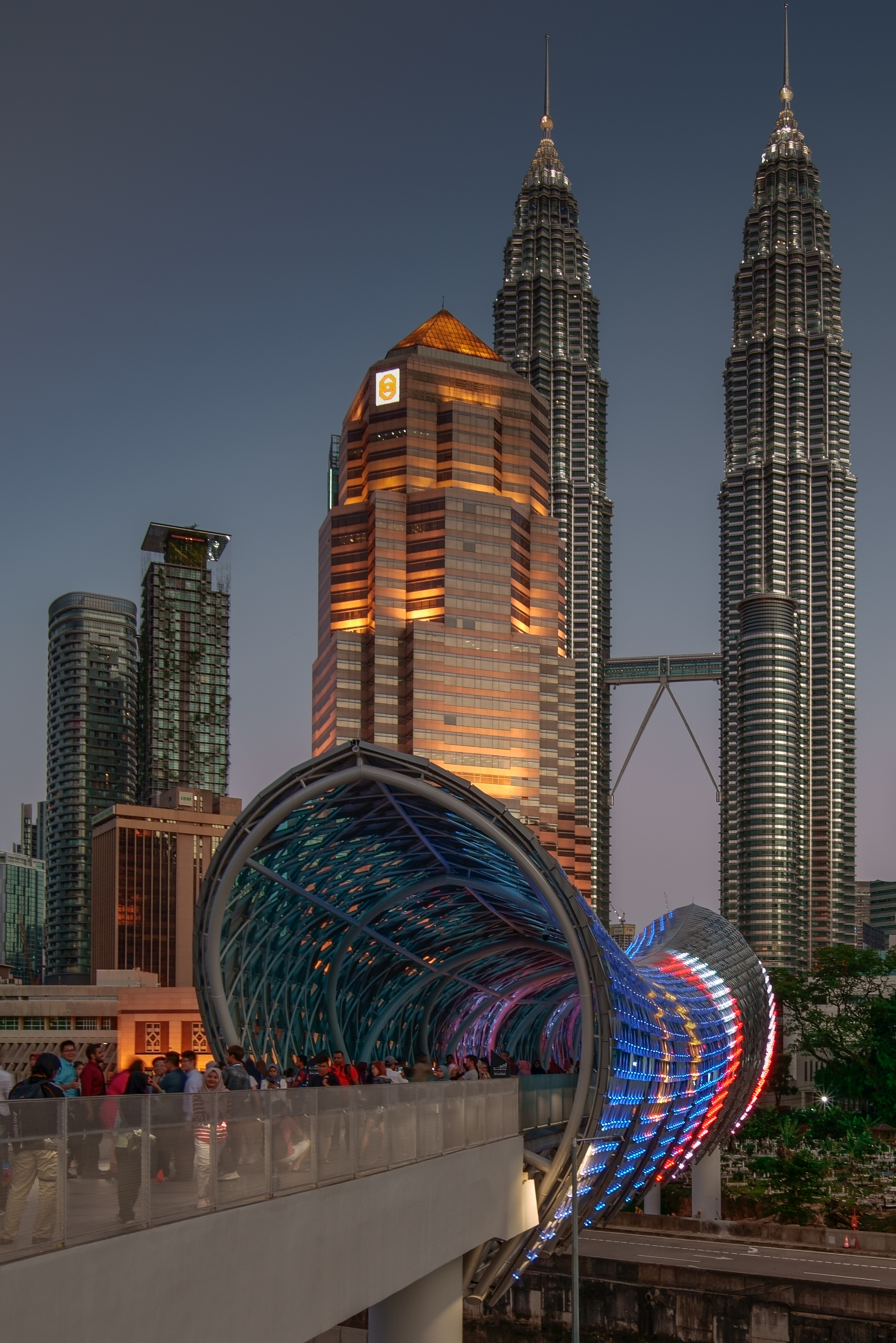
黃昏下的莎羅馬行人天橋
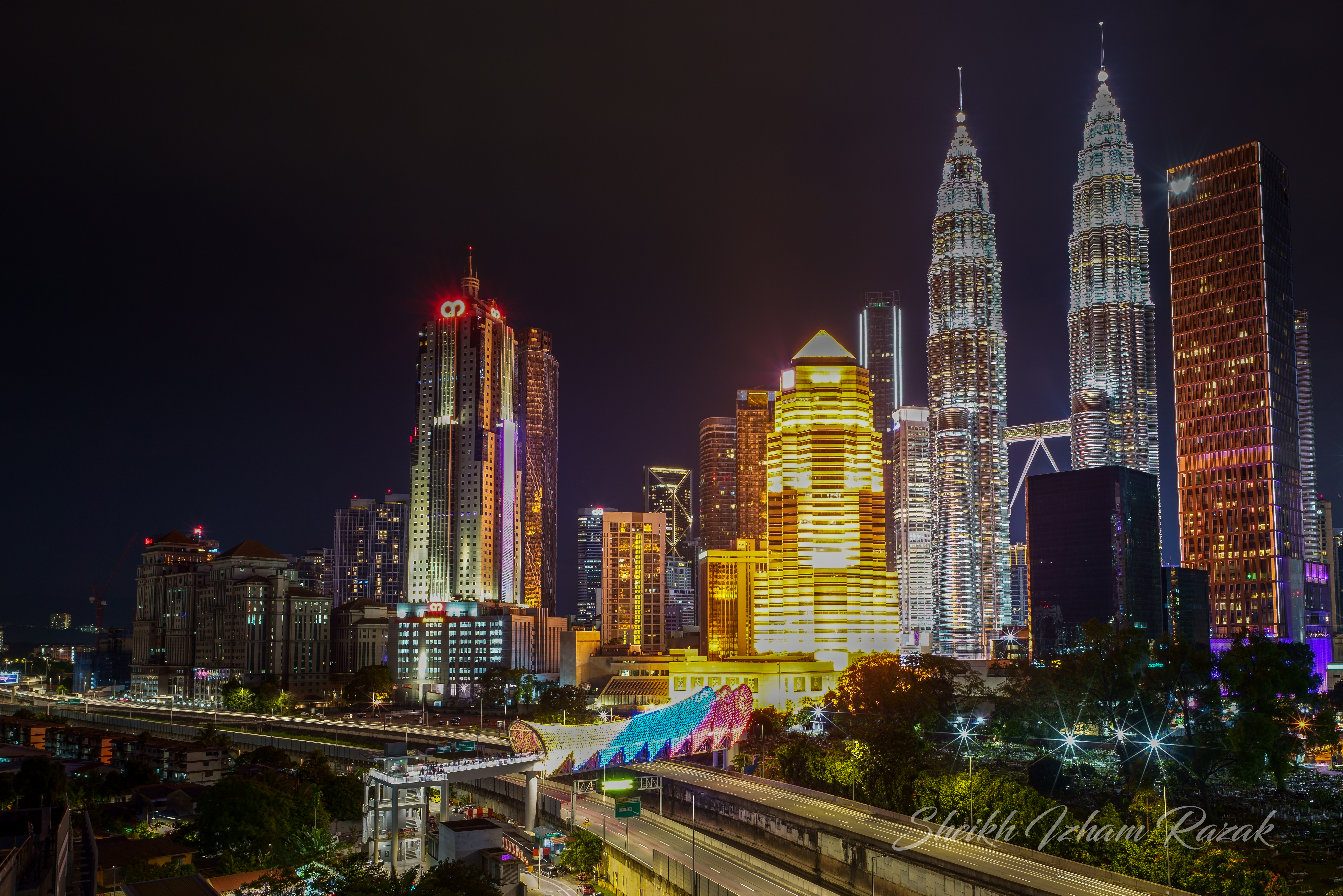
莎羅馬行人天橋與吉隆坡天際線
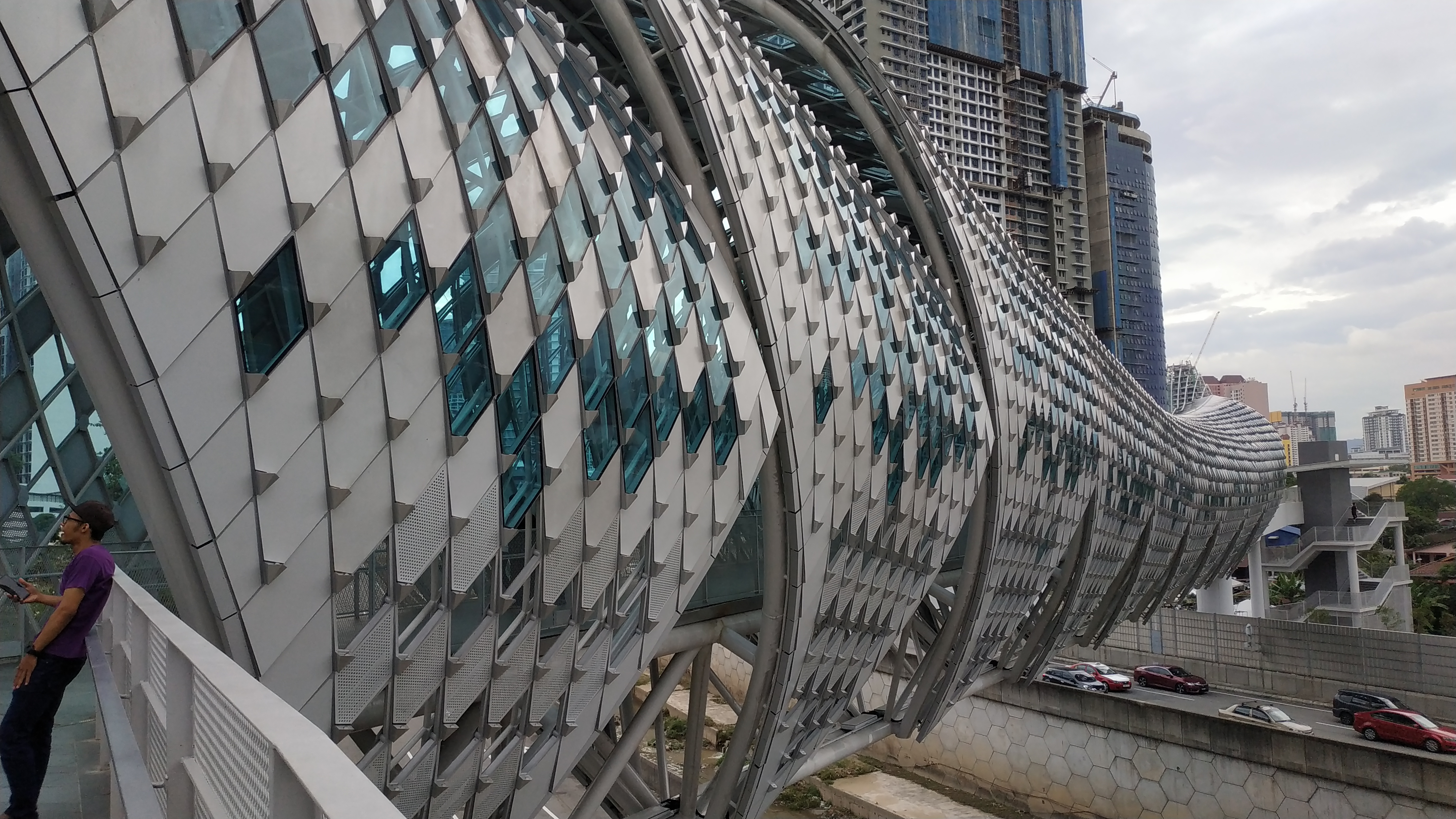
莎羅馬行人天橋外觀
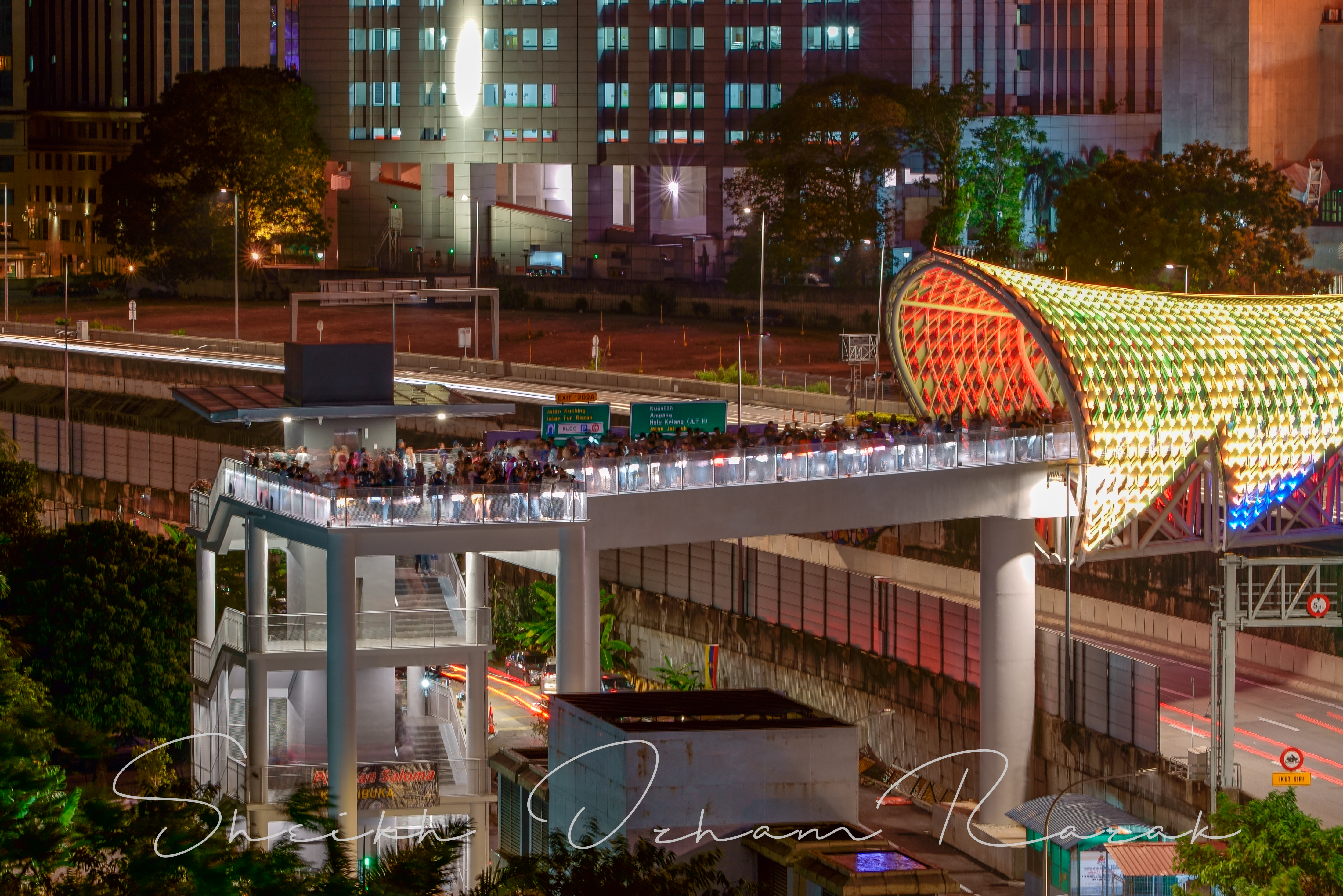
橫跨安邦高架大道